# Nelke, Lilie, Lilie, Rose
Nelke, Lilie, Lilie, Rose (im englischen Original Carnation, Lily, Lily, Rose) ist ein Gemälde von John Singer Sargent, das 1885/1886 in Öl auf Leinwand entstand. Es wurde 1887 mit Mitteln aus der Stiftung von Francis Leggatt Chantrey gekauft und nach dem Bau der Tate Gallery 1897 dort ausgestellt.

## Bildbeschreibung
In der Dämmerung eines Sommerabends sind zwei Mädchen in einfachen weißen Kleidern gerade damit beschäftigt, wohl mit Hilfe von Wachsstäbchen in einem Garten Lampions zu entzünden; ihre Gesichter werden vom warmen Licht der Kerzen erhellt. Aus dem langen Gras zu ihren Füßen recken sich überall dunkelrote und weiße Nelken empor, darüber sind im Hintergrund und auch rechts unten im Vordergrund rosarot blühende Rosenstöcke zu sehen. Über den Köpfen der Mädchen erheben sich auf langen Stängeln weiße Lilien. Zwischen den Rosenstöcken und einem in den Boden gerammten Stab ist eine Schnur gespannt, an der neben den Lampions, die die Mädchen entzünden, noch weitere, zum Teil bereits entzündete Papierlaternen hängen.

## Entstehung
Bereits 1884 hatte Sargent eine Gartenstudie der Vickers-Kinder angefertigt, die ebenfalls zwei Kinder und fast überlebensgroße Lilien zeigt. Die Idee zu Nelke, Lilie, Lilie, Rose kam ihm jedoch „auf einer Bootsfahrt [...] auf der Themse bei Pangbourne im September 1885 mit dem amerikanischen Künstler Edwin Austin Abbey, während der er chinesische Laternen zwischen Bäumen und Lilien hängen sah.“
Sargent fertigte eine große Zahl von Studien zur Haltung der Personen und zu den Blumen an. Als Modell dienten ihm zuerst Katherine, die damals fünfjährige Tochter seines Malerkollegen Francis Davis Millet, aber bald darauf Dorothy „Dolly“ und Polly Barnard, die Töchter des Illustrators Frederick Barnard. Die elfjährige Dolly ist auf der linken Seite des Bildes zu sehen, die damals siebenjährige Polly auf der rechten; sie hatten genau die Haarfarbe, die Sargent für die Modelle in dem Bild wünschte.
Mit der größten Sorgfalt jedoch ging der Maler daran, die Atmosphäre der Szene einzufangen. Da das Abendlicht jeden Tag nur wenige Minuten lang genau seinen Vorstellungen entsprach, arbeitete er vom September bis in den frühen November 1885 sowie im Sommer 1886 an dem Bild, bis er es im Oktober vollendete. Er ließ seine Modelle jeden Abend kurz zuvor im Garten von Millets Haus in Broadway, Worcestershire Aufstellung nehmen und legte seine Pinsel und Palette zurecht „in Erwartung der wenigen Momente, in denen er das malvenfarbene Licht der Dämmerung“ malen konnte.
Er spielte dann mit Freunden Tennis und unterbrach sein Spiel im richtigen Augenblick für einige Minuten, um das Gemälde mit schnellen Pinselstrichen fortzuführen. Als die Blumen verblüht waren, beschaffte Sargent Kunstblumen, Im November trugen die Mädchen lange weiße Pullover unter den Kleidern und der Maler selbst war „eingehüllt wie ein Polarforscher“. Sargent schabte wiederholt die Arbeit des vergangenen Abends vom Bild ab, um sie am darauffolgenden Abend zu korrigieren, auch trennte er auf der linken Bildseite etwa 60 Zentimeter von der Leinwand ab, „um die Komposition zu konzentrieren.“ Der Name des Bildes entstammt dem zu der Zeit sehr beliebten Lied The Wreath (Der Kranz), auch Ye Shepherds Tell Me (Ihr Hirten, sagt mir) von Joseph Mazzinghi, in dem ein Mann auf der Suche nach seiner Freundin Flora ist und den befragten Hirten mitteilt, dass sie einen Kranz mit „Nelke, Lilie, Lilie, Rose“ trägt.
Bei der Ausstellung der Royal Academy of Arts 1887 rief das Bild sowohl Lob als auch Kritik hervor. Der Präsident der Royal Academy, Frederic Leighton, verfolgte den Kauf des Bildes mit Nachdruck.

## Weitere Werke
- Auswahl der Werke von John Singer Sargent